# رود کرکبود
 رود کرکبود یک رود در حوضه آبریز دریاچه نمک در استان البرز ، روستای کرکبود است که از البرز سرچشمه می‌گیرد. این رود در ارتفاع ۱۸۹۳ متری واقع شده است.